# Trans International Airlines
Trans International Airlines (TIA) era una compagnia aerea che offriva servizi charter da e all'interno degli Stati Uniti. Operava anche un servizio passeggeri di linea volando come Transamerica Airlines e voli charter durante il suo ultimo decennio. La sua sede si trovava all'interno dell'aeroporto internazionale di Oakland (OAK) a Oakland, in California.

## Storia
Il futuro magnate dei viaggi e dell'intrattenimento Kirk Kerkorian acquistò il Los Angeles Air Service, un piccolo operatore charter, nel 1947 per $ 60.000. Mentre il turismo a Las Vegas, in Nevada, fiorì, lo stesso fecero le fortune della compagnia aerea. Da un singolo Douglas DC-3 la compagnia si espanse rapidamente, arrivando a comprendere Douglas DC-6 e Lockheed L-1049 Super Constellation, diventando la prima compagnia aerea charter a utilizzare aerei a reazione con l'introduzione del Douglas DC-8 sulle rotte transpacifiche, così come il Boeing 727 su rotte più brevi. Successivamente la compagnia aerea aggiunse alla sua flotta i McDonnell Douglas DC-10 e i Boeing 747 wide body.

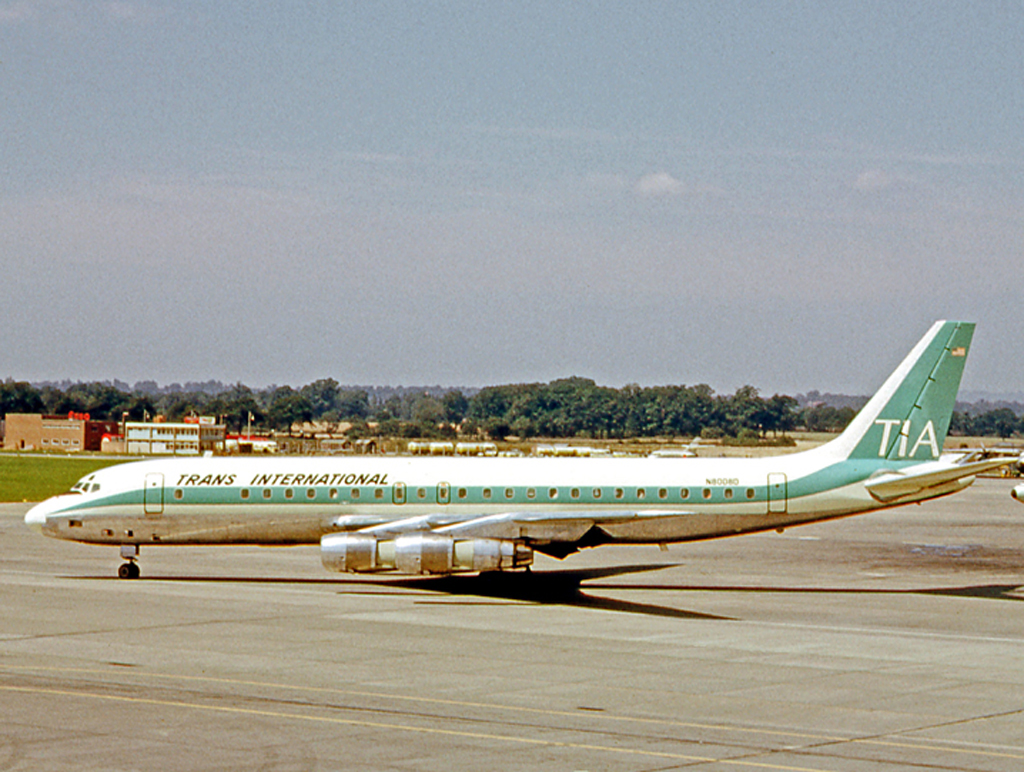
Il primo Douglas DC-8 in servizio con la TIA all'aeroporto di Londra-Gatwick nel 1966.

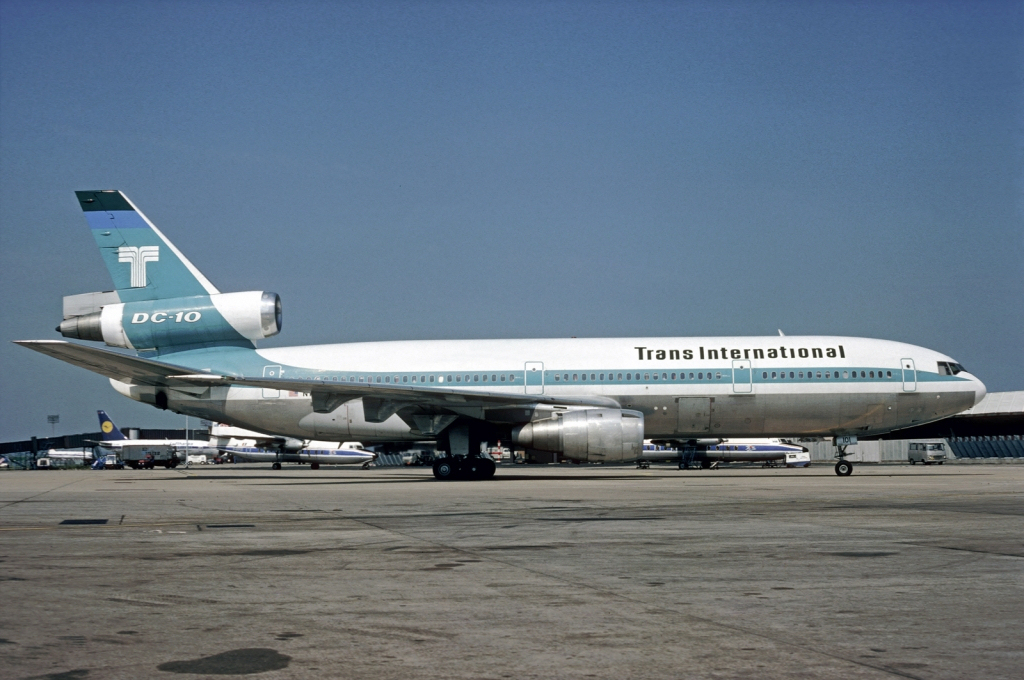
Un DC-10 della TIA a Parigi-Orly nel 1978.

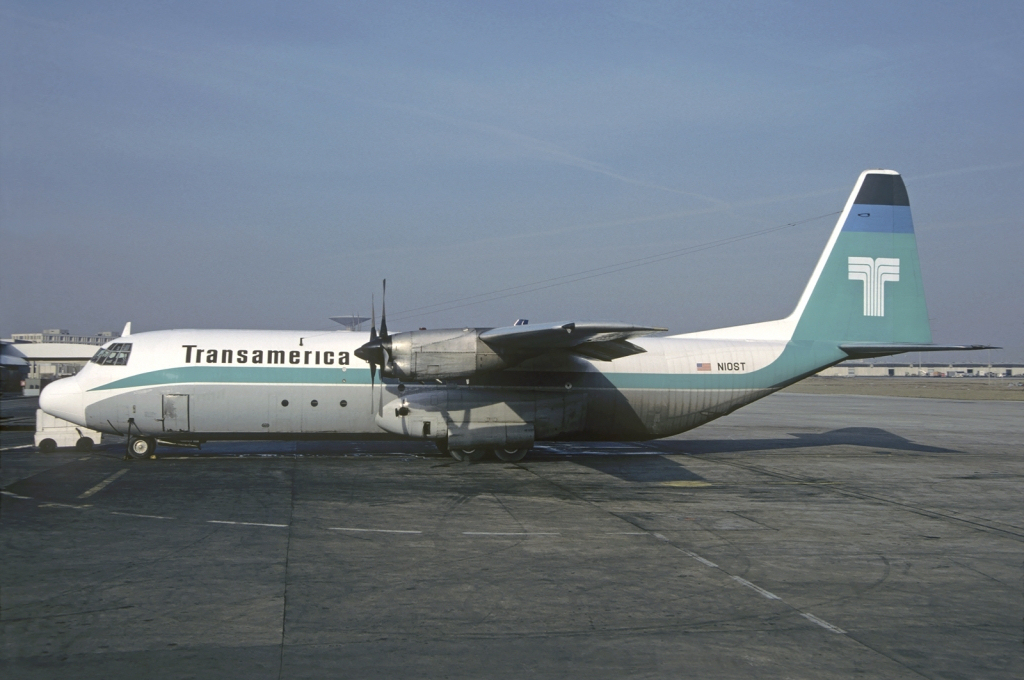
Un Lockeed Hercules TIA al Parigi-Carles de Gaulle nel 1980.

Per riflettere meglio la sua struttura di rotte in crescita, la compagnia aerea fu ribattezzata Trans International Airlines nel 1960. Tra il 1966 e il 1986 TIA operò voli charter regolari tra gli Stati Uniti e l'Europa. Le destinazioni internazionali erano Parigi-Orly (ORY), Londra-Gatwick (LGW), Bruxelles-Zaventem (BRU) e Francoforte (FRA). La TIA contribuì a voli transatlantici a basso costo che all'epoca non esistevano.
Nel 1962 la Studebaker Corporation acquistò la compagnia aerea in modo donchisciottesco, mantenendo Kerkorian come presidente, ma le circostanze finanziarie la costrinsero a rivendergliela nel 1964. Kerkorian lanciò la società in borsa nel 1965, poi vendette i suoi interessi nel 1968 al conglomerato assicurativo Transamerica Corporation, guadagnando circa $ 85 milioni. Reinvestì i proventi della vendita in alcune proprietà di Las Vegas, in particolare l'International Hotel.
Transamerica Corporation in seguito acquistò Universal Airlines e Saturn Airways nel dicembre 1976 e unì le loro operazioni in TIA. La compagnia aerea rimase focalizzata sulle operazioni charter e cargo fino al passaggio dell'Airline Deregulation Act del 1978, che le diede l'opportunità di offrire un servizio passeggeri di linea. Nel 1979 la compagnia aerea fu ribattezzata Transamerica Airlines e il 2 novembre dello stesso anno iniziò i voli passeggeri transatlantici di linea per Shannon (SNN) e Amsterdam (AMS). La mappa delle rotte della Transamerica del 1 maggio 1982 mostrava voli di linea non-stop operati tra Amsterdam e New York City, nonché tra Shannon e Chicago, Los Angeles, New York City e Oakland, in California. Nel 1983, la compagnia aerea stava effettuando un servizio di linea all'aeroporto di Parigi-Orly (ORY) con un volo settimanale di andata e ritorno Parigi-Shannon-Los Angeles-San Francisco operato con un aereo di linea Super DC-8-73.
Seguendo il popolare libro di Alex Haley Radici, la Transamerica operò voli charter tra New York e l'Africa come parte del programma "Roots" (Radici). Altri programmi popolari erano per i Caraibi, il Sud America e Hong Kong. La compagnia aerea ha anche effettuato più di cento voli in wet lease per il pellegrinaggio hajj a Jeddah per conto di Union des Transports Aériens (UTA) e Air Afrique.
Durante questo periodo, la compagnia aerea era sotto contratto militare statunitense e operava una serie di voli charter militari. Il più noto di questi era il percorso che collegava la Base Clark Air, nelle Filippine, la Base dell'Aeronautiva Andersen, a Guam, e la Base dell'Aeronautica Travis in California durante la fine degli anni '70 sfruttando i DC-8. La TIA era fortemente coinvolta nel trasporto truppe durante i conflitti in Vietnam, Angola e Medio Oriente e nel trasferimento dei rifugiati.
All'inizio degli anni '80, Transamerica Corporation (per i rapporti degli azionisti) annunciò l'intenzione di cedere tutte le partecipazioni che non erano di natura finanziaria. Transamerica Airlines, tra le prime cinque partecipazioni redditizie, è stata ceduta nel 1986. Sebbene vi fossero potenziali acquirenti, era più redditizio vendere la compagnia aerea in pezzi e parti. È stata sciolta e ha cessato le operazioni il 30 settembre 1986.
A seguito dell'Airline Deregulation Act del 1978 e della conseguente proliferazione di nuove compagnie aeree low cost, Transamerica Corporation ha incorporato una seconda compagnia aerea e ha riutilizzato il nome Trans International Airlines (TIA). La nuova TIA, che aveva nella propria flotta velivoli Super Douglas DC-8-61, era guidata da Robert R. Lindberg in qualità di Presidente e CEO e William A. Hardenstine in qualità di Presidente (quest'ultimo aveva già lavorato per World Airways). TIA ha operato a metà degli anni '80 e aveva sede presso l'Orlando International Airport (MCO), in Florida. Questa TIA è stata venduta come un'impresa in funzionamento all'incirca nello stesso momento in cui la più grande Transamerica Airlines ha ceduto i suoi aerei.

## Destinazioni della Transamerica nel 1984
Secondo il suo orario di sistema del 1 maggio 1984, Transamerica Airlines operava un servizio passeggeri di linea verso le seguenti destinazioni con il vettore utilizzando il codice di due lettere "TV":
- Dallas/Fort Worth, Texas (DFW)
- Francoforte (FRA)
- Honolulu (HNL)
- Los Angeles (LAX)
- New York (JFK)
- St. Louis (STL)
- Shannon, Irlanda (SNN)
- Tel Aviv (TLV)

Sempre secondo l'orario di cui sopra, tutti i voli passeggeri della Transamerica erano in quel momento operati con Boeing 747 ad eccezione della rotta New York-Shannon, operata con i Douglas DC-8-73 (che la compagnia aerea chiamava "Super-73").
Due anni prima, nel 1982, una mappa delle rotte di Transamerica Airlines elencava le seguenti destinazioni servite con voli di linea passeggeri: Amsterdam (AMS), Chicago (ORD), Los Angeles (LAX), New York City (JFK), Oakland (OAK) e Shannon (SNN).
Transamerica ha anche operato voli charter dall'aeroporto LaGuardia di New York (LGA) a Cozumel, in Messico (CZM) durante la metà degli anni '70.

## Incidenti
- Il 24 giugno 1968, due giornali di Francoforte riportarono che un volo TIA tra JFK e FRA il 23 giugno 1968 lasciò delle schegge di pneumatico sulla pista di New York e causò un incidente a Francoforte in cui i veicoli di emergenza furono fatti partire in previsione dell'atterraggio di un DC-8 con uno pneumatico esploso (lo pneumatico esterno del carrello d'atterraggio principale destro). Il personale di terra del JFK scoprì i pezzi di gomma poco dopo il decollo del DC-8, dopodiché l'equipaggio di volo e le autorità di Francoforte sono stati informati del potenziale problema. Il comandante non volle informare i passeggeri della situazione per non provocare il panico e fece atterrare l'aereo a Francoforte senza incidenti. I meccanici sostituirono lo pneumatico distrutto e l'aereo è stato in grado di partire per New York alle 16:00 dello stesso giorno.
- L'8 settembre 1970 il volo Trans International Airlines 863, un volo tecnico operato con il Douglas DC-8 N4863T, con otto assistenti di volo e tre membri dell'equipaggio della cabina di pilotaggio a bordo, si schiantò durante il viaggio dall'aeroporto internazionale John F. Kennedy di New York al Washington Dulles. Senza che l'equipaggio potesse saperlo, un oggetto estraneo si incastrò tra l'equilibratore destro e lo stabilizzatore orizzontale, sospinto lì dal risucchio dell'aereo che lo precedeva sulla pista di rullaggio. Il problema non venne rilevato e l'aereo precipitò con la morte di tutti gli 11 a bordo. A seguito di questo incidente, la FAA ha istituito nuovi distanziamenti minimi tra gli aerei in linea per il decollo.
- Il 18 novembre 1979, il volo Transamerica Airlines 18, un Lockheed L-188 Electra (N859U), che operava un volo per l'esercito americano dalla base aerea di Hill, si schiantò vicino a Salt Lake City, nello Utah. Durante la salita tra 12.000 e 13.000 piedi persero tutta l'energia elettrica; i piloti richiesero una discesa immediata. L'aereo andava molto veloce e con un alto tasso di discesa, provocandone la disgregazione in volo uccidendo tutti e tre i membri dell'equipaggio. L'indagine dell'NTSB stabilì che la probabile causa era un guasto progressivo del sistema elettrico dell'aeromobile che portò alla disattivazione o alle prestazioni irregolari degli strumenti di volo critici e dell'illuminazione. Di conseguenza, l'equipaggio subì un disorientamento spaziale e perse il controllo dell'aereo. Gli sforzi dell'equipaggio per riprendere il controllo del velivolo imposero carichi che ne superavano i limiti progettuali causando la rottura in volo.

## Flotta
Trans International Airlines e/o Transamerica Airlines operavano i seguenti aeromobili nei vari momenti durante la loro esistenza:
- 2 Boeing 727-171C
- 1 Boeing 747-130
- 2 Boeing 747-271C
- 1 Douglas DC-3
- 5 Douglas C-54 Skymaster
- 1 Douglas DC-6A
- 2 Douglas DC-6B
- 1 Douglas DC-8-51
- 2 Douglas DC-8-54F
- 1 Douglas DC-8-55F
- 1 Douglas DC-8-61F
- Douglas DC-8-61CF
- 1 Douglas DC-8-63CF
- 8 Douglas DC-8-71CF
- 11 Douglas DC-8-73CF
- 16 Lockheed L-100 Hercules
- 1 Lockheed L-382
- 9 Lockheed L-188 Electra
- 1 Lockheed L-749 Constellation
- 2 Lockheed L-1049E Super Costellation
- 1 Lockheed L-1049G Super Costellation
- 9 Lockheed L-1049H Super Costellation
- 3 McDonnell Douglas DC-10-30CF